# براندان كليري
براندان كليري (بالإنجليزية: Brendan Cleary)‏ هو كاتب بريطاني، ولد في 1958.